# Eriosema defoliatum
Eriosema defoliatum är en ärtväxtart som beskrevs av George Bentham. Eriosema defoliatum ingår i släktet Eriosema och familjen ärtväxter. Inga underarter finns listade i Catalogue of Life.

## Bildgalleri

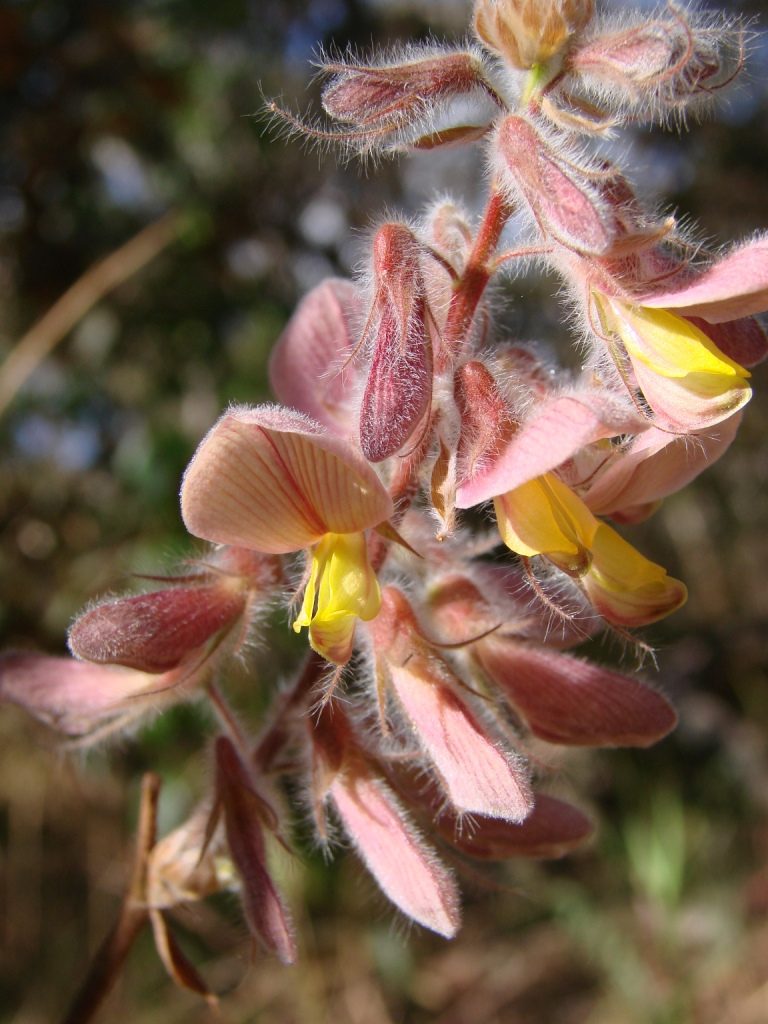
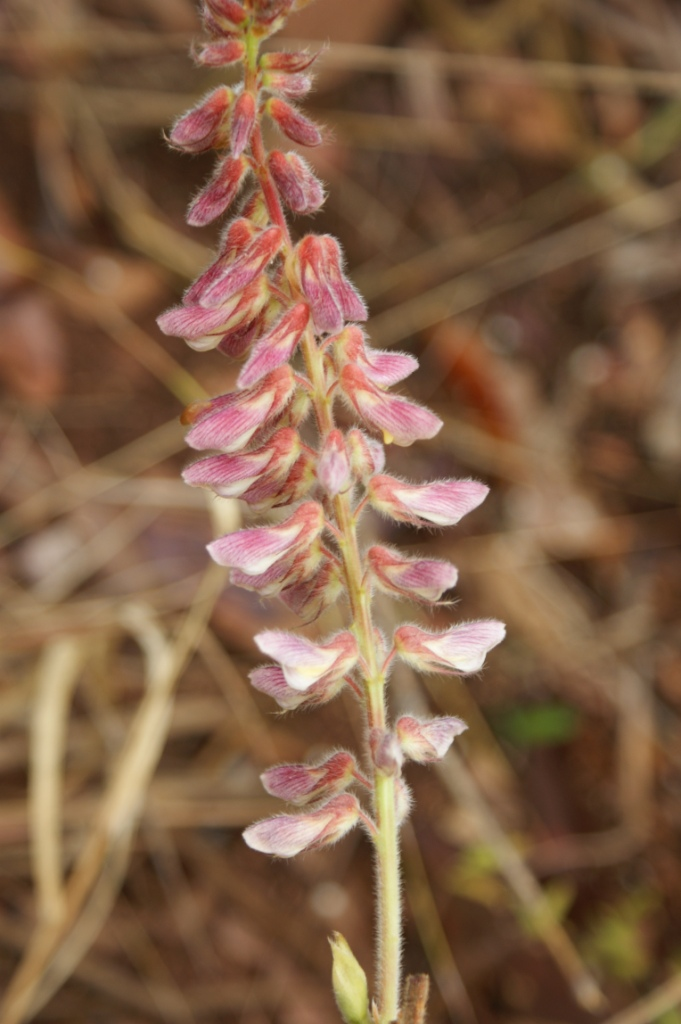
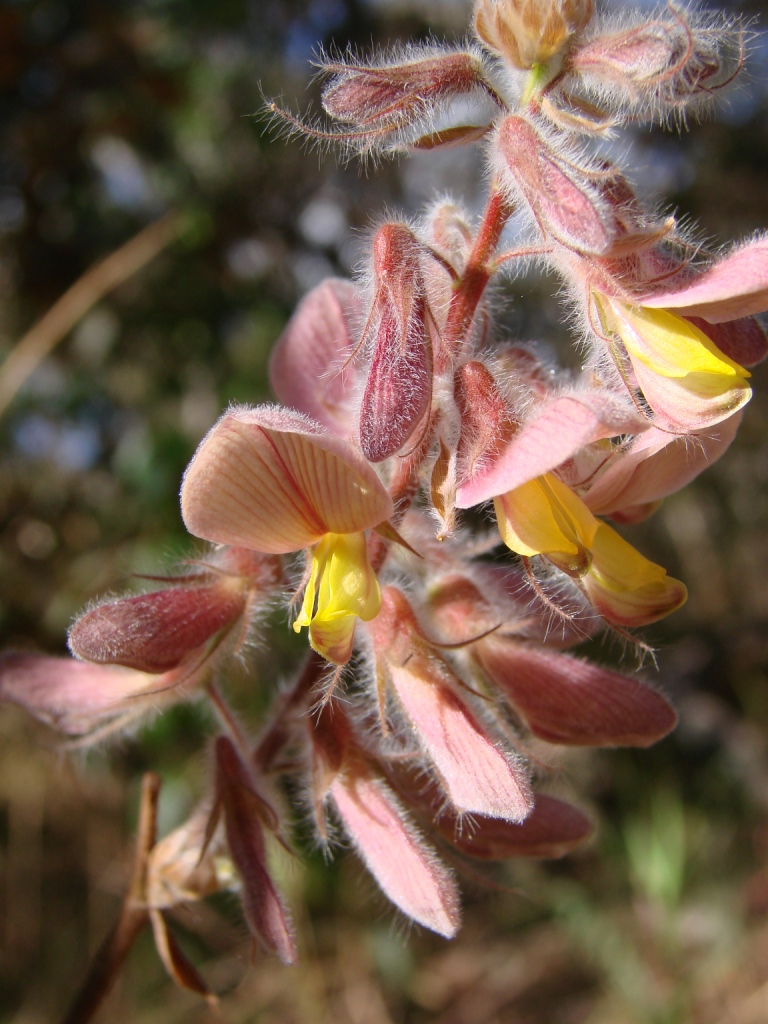